# Хёфер, Кандида
Кандида Хёфер (нем. Candida Hoefer, род. 1944, Эберсвальде) — современный немецкий фотограф. Один из основных представителей Дюссельдорфской школы фотографии. Дочь журналиста Вернера Хёфера.

## Образование
- 1973—1976 Kunstakademie Дюссельдорф
- 1976—1982 Изучала фотографию у Хиллы и Бернда Бехер

## Творчество
Фотографии Кандиды Хёфер представляют собой тщательную каталогизации публичных пространств. Отсутствие людей на её фотографиях позволяет зрителю сосредоточиться на особенностях архитектуры, декоративных и функциональных элементов, мебели и других свидетельствах человеческого инженерного и эстетического выбора. Помимо основных характеристик помещения присутствуют случайные отношения — забавные, сюрреальные, ироничные. Хёфер сказала: «Я фотографирую в публичных и полупубличных пространствах разных эпох. Это пространства, доступные для каждого. Это места, где вы можете встретиться и общаться, где вы можете поделиться или получить знания, где вы можете расслабиться и прийти в себя» .
Хёфер начала делать снимки общественных интерьеров в 1979, ещё во время учёбы в Дюссельдорфе. В последующие годы она совершенствовала свои стратегии для получения психологического подтекста архитектурной темы. Хёфер создает систематические визуальные исследования деталей в общественных пространствах, таких как зоопарки, офисные здания, театры, музеи, библиотеки и читальные залы. Простой и отстраненный стиль на первый взгляд кажется чистой документацией. С начала 1980-х люди практически отсутствуют на фотографиях Хёфер. Она использует свою камеру, чтобы подмечать повторяющиеся формы в общественных местах, такие как мебель, светильники, потолочная или напольная плитка, стулья и столы, создающие узоры и чувство организованности. Хёфер часто подчеркивает иронию, обращая внимание зрителей на вещи, находящиеся не на своих местах.
Хёфер часто снимает архивные помещения, где информация собирается, хранится и отображается, например, музеи и библиотеки. Её систематическое описание этих мест создает ещё один вид архива. Работы Хёфер отражают потребность общества в классификации и однородности. В Deichmanske Bibliothek Oslo II (2000), несколько фигур населяют обширную библиотеку, чья структура строится на бесконечных рядах книг, серии монументальных колонн и сетке потолка. В жесткой геометрии сцены нет цифровых манипуляций. Определяя композиционный выбор точкой зрения (в данном случае, с верхней точки) Хёфер подчеркивает упорядоченное расположение систем знаний. В реальности мы движемся через эти пространства, не замечая их геометрии, но в её фотографиях, этот аспект получает постоянное внимание.
В 2003 Кандида Хёфер представляла Германию на Венецианской биеннале.
Живёт и работает в Кёльне.

## Персональные выставки
| - 2008 Rena Bransten Gallery, Сан-Франциско - 2008 Johnen Galerie, Берлин - 2008 Kukje Gallery, Сеул - 2007 Kunsthaus Hamburg, Гамбург - 2007 Henie Onstad Art Centre, Осло - 2007 Sonnabend Gallery, Нью-Йорк - 2007 Museo Pescheria, Пезаро - 2007 Galleria Marabini, Болонья - 2007 Patrick de Brock Gallery, Кнокке - 2007 Galerie Friedrich, Базель - 2006 Centro Culturel de Belem, Лиссабон - 2006 Irish Museum of Modern Art, Дублин - 2006 ETH Zurich, Graphische Sammlung der ETH Zurich, Цюрих - 2006 Galerie Rudiger Schottle, Мюнхен - 2006 Musee du Louvre, Париж - 2006 Johnen + Schottle, Кёльн - 2005 Kukje Gallery, Сеул - 2005 OMR, Mexico City, Мехико - 2005 Rena Bransten Gallery, Сан-Франциско - 2005 "Candida Höfer: Architecture of Absence, " University Art Museum, CSU Long Beach; Norton Museum of Art, West Palm Beach - 2005 The Sheldon Art Galleries, Сент-Луис - 2005 Johnen Galerie, Берлин - 2004 Arte Contemporanea Alberto Peola, Торино - 2004 "Candida Höfer in Ethnographischen Sammlungen, " Volkerkundemuseum, Цюрих - 2004 "Tschechische Botschaft, Berlin Wilhelmstrasse 44-Fotografien, " Kunsthalle Kiel, Германия - 2004 "Schloss St. Emmeram Regensburg, " Marstall des Furstlichen Schlosses, Регенсбург - 2004 hier groeien boeken uit de grond, books grow out of the ground here, Амстердам - 2004 Sonnabend Gallery, Нью-Йорк - 2004 Galerie Rudiger Schöttle, Мюнхен - 2004 Ben Brown, Лондон - 2004 "Traces — Spuren, " Goethe Institut, Нью-Йорк - 2003 Antiquariat Grundel Gelbert, Кёльн - 2003 Rena Bransten Gallery, Сан-Франциско - 2003 Johnen + Schöttle, Кёльн - 2003 Galerie Rudiger Schottle, Мюнхен - 2003 50-я Венецианская биеннале, Немецкий павильон - 2002 "Zwölf, " Georg-Kolbe-Museum, Берлин - 2002 "Candida Höfer, " Altonaer Museum, Гамбург - 2002 "Zwölf — Twelve, " Documenta 11, Кассель | - 2002 "Candida Höfer, " Galerie Karlheinz Meyer, Карлсруэ - 2002 «The World of Knowledge II,» Staatliches Museum fur Volkerkunde, Japanisches Palais, Das Kupferstich-Kabinett, Дрезден - 2002 "Candida Höfer: Bibliotheksbilder, " Schirmer/Mosel Showroom, Мюнхен - 2002 "Candida Höfer Basel, " Ausstellung im Kunstforum Baloise, Базель - 2002 "Leseraume II von Candida Höfer, " Krefelder Kunstmuseen, Kaiser Wilelm Museum, Крефельд - 2001 Rena Bransten Gallery, Сан-Франциско - 2001 Karyn Lovegrove Gallery, Лос-Анджелес - 2001 "Photographies recentes, " Galerie Laage-Salomon, Париж - 2001 Galerie Hauser and Wirth, Цюрих - 2001 "Candida Höfer: Photographs, " Rose Art Museum, Brandeis University, Уолтхэм - 2001 Sonnabend Gallery, Нью-Йорк - 2001 "Candida Höfer. Douze. Twelve, " Musee des Beaux-Arts et de la Dentelle, Кале - 2001 Galleri K, Осло - 2001 Patrick De Brock Gallery, Кнокке - 2000 Rena Bransten Gallery, Сан-Франциско - 2000 Karyn Lovegrove Gallery, Лос-Анджелес - 2000 Gregorio Magnani, Лондон - 2000 Natuurruimten, Natuurmuseum Rotterdam, Нидерланды - 2000 Otre Jahre. Photographien 1968—1999, Kunsthalle Nurnberg, Германия; National Museum of Photography, Копенгаген - 2000 Galerie Johnen + Schöttle, Кёльн - 2000 Museumsbilder, Kupferstich-Kabinett, Дрезден - 2000 Die Welt des Wissens. Archive, Bibliotheken, Museen, Staattliche Museum, Дрезден - 2000 "Neue Fotoarbeiten, " Galerie Rudiger Schottle, Мюнхен - 2000 "Targeting images, objects + ideas, " The Museum of Contemporary Photography, Columbia College, Чикаго - 2000 Palacio del Embarcadero, Santander, Испания - 2000 Galeria Fucares, Мадрид - 2000 "Espais, " Galeria Visor, Валенсия - 2000 MODULO, Centro Difusor de Arte, Лиссабон - 2000 "Fotografien, " Produzentengalerie Гамбург - 1999 Kunsthalle, Базель - 1999 Galerie Friedrich, Берн - 1999 Galerie Karlheinz Meyer, Карлсруэ - 1998-99 Galerie Wilma Tolksdorf, Франкфурт | - 1998-99 Kunstverein Recklinghausen, Германия - 1997-98 Centre Photographique d’lle de France, Понто-Комбо - 1997 "Intérieurs, " Galerie Condé, Париж - 1996 Rena Bransten Gallery, Сан-Франциско - 1995 Galerie Rüdiger Schöttle, Мюнхен - 1995 Galleri Tommy Lund, Odense, Germany - 1995 Sonnabend Gallery, Нью-Йорк - 1994 Anderson O’Day Gallery, Лондон - 1994 Galerie Meyer, Карлсруэ - 1994 Neuer Aachener Kunstverein, Aachen, Germany - 1994 Castello di Rivara, Турин - 1994 Galerie Johnen & Schöttle, Кёльн - 1994 L’Aquarium Galerie d’Ecole des Beaux-Arts de Valenciennes - 1993 "Zoologische Gärten, " Galerie Walcheturm, Цюрих - 1993 Leonhardi Museum, Дрезден - 1993 F-Stop Gallery, Bath; Anderson/O’Day Gallery, Лондон - 1993 "Zoologische Gärten, " Hamburger Kunsthalle and Kunsthalle Bern, Германия - 1993 Galerie Wilma Tolksdorf, Гамбург - 1992 Karl Ernst Osthaus-Museum, Hagen, Germany - 1992 Nicole Klagsburn, Нью-Йорк - 1992 Stadtische Galerie Haus Seel, Siegen - 1992 Galerie Johnen & Schöttle, Cologne - 1992 Portikus, Франкфурт - 1992 Galerie Grita Insam, Вена - 1992 "Photographie, " Hagener Kunstverein, Hagen - 1991 Galerie Walcheturm, Цюрих - 1990 Nicole Klagsburn, Нью-Йорк - 1990 Franz Paludetto, Турин - 1990 Galerie Wilma Tolksdorf, Гамбург - 1990 Galerie Rüdiger Schöttle, Мюнхен - 1989 Galerie Wilma Tolksdorf, Гамбург - 1989 Kunstverein, Bremerhaven, Germany - 1989 Galerie Faust, Genf - 1989 Galerie Westersingel 8, Роттердам - 1988 Galerie Johnen & Schöttle, Кёльн - 1985 "Räume, " Galerie Rüdiger Schöttle, Мюнхен - 1984 «Innenraum Fotografien 1979—1984,» Rheinisches Landesmuseum Bonn - 1982 Fotographische Sammlung, Museum Folkwang, Эссен - 1979 Galerie Arno Kohnen, Дюссельдорф - 1975 Galerie Konrad Fischer, Дюссельдорф |

## Публичные коллекции
- Bibliothéque Nationale de France, Париж
- Центр Помпиду, Париж
- Centro de Arte Reina Sofia, Мадрид
- Centro de Fotografia Universidad de Salamanca, Испания
- Deutsche Nationalbibliothek, Франкфурт
- DG Bank Collection
- The J. Paul Getty Museum, Лос-Анджелес
- Kunsthalle Basel, Швейцария
- Гамбургский кунстхалле, Германия
- Кунстхалле, Карлсруэ, Германия
- Kunsthaus Bregenz, Австрия
- Museum Folkwang, Fotografische Sammlung, Эссен
- Museum of Modern Art, Нью-Йорк
- Музей Гуггенхайма, Нью-Йорк
- Rheinisches Landesmuseum, Бонн
- San Francisco Museum of Modern Art, Сан-Франциско
- Staatliches Museum f¸r Kunst und Design, Нюрнберг
- St. Louis Art Museum, Сент-Луис
- Центр искусств и медиатехнологий (ZKM), Карлсруэ, Германия